# Kanton Replonges
Der Kanton Replonges ist ein französischer Wahlkreis im Département Ain in der Region Auvergne-Rhône-Alpes. Er umfasst 31 Gemeinden im Arrondissement Bourg-en-Bresse. Bei der landesweiten Neuordnung der französischen Kantone wurde er 2015 neu geschaffen.

## Gemeinden
Der Kanton besteht aus 31 Gemeinden mit insgesamt 31.348 Einwohnern (Stand: 1. Januar 2022) auf einer Gesamtfläche von 432,65 km²:
| Gemeinde                    | Einwohner 1. Januar 2022 | Fläche km² | Dichte Einw./km² | Code INSEE | Postleitzahl |
| --------------------------- | ------------------------ | ---------- | ---------------- | ---------- | ------------ |
| Arbigny                     | 459                      | 17,47      | 26               | 01016      | 01190        |
| Asnières-sur-Saône          | 77                       | 4,68       | 16               | 01023      | 01570        |
| Bâgé-Dommartin              | 4.057                    | 56,87      | 71               | 01025      | 01380        |
| Bâgé-le-Châtel              | 987                      | 0,88       | 1.122            | 01026      | 01380        |
| Boissey                     | 390                      | 9,05       | 43               | 01050      | 01190        |
| Boz                         | 509                      | 7,31       | 70               | 01057      | 01190        |
| Chavannes-sur-Reyssouze     | 746                      | 16,55      | 45               | 01094      | 01190        |
| Chevroux                    | 981                      | 17,20      | 57               | 01102      | 01190        |
| Courtes                     | 293                      | 9,06       | 32               | 01128      | 01560        |
| Curciat-Dongalon            | 462                      | 23,94      | 19               | 01139      | 01560        |
| Feillens                    | 3.388                    | 14,91      | 227              | 01159      | 01570        |
| Gorrevod                    | 782                      | 6,88       | 114              | 01175      | 01190        |
| Lescheroux                  | 720                      | 20,05      | 36               | 01212      | 01560        |
| Mantenay-Montlin            | 320                      | 10,80      | 30               | 01230      | 01560        |
| Manziat                     | 1.985                    | 12,63      | 157              | 01231      | 01570        |
| Ozan                        | 721                      | 6,60       | 109              | 01284      | 01190        |
| Pont-de-Vaux                | 2.184                    | 7,54       | 290              | 01305      | 01190        |
| Replonges                   | 3.929                    | 16,60      | 237              | 01320      | 01620        |
| Reyssouze                   | 1.003                    | 9,54       | 105              | 01323      | 01190        |
| Saint-André-de-Bâgé         | 819                      | 2,70       | 303              | 01332      | 01380        |
| Saint-Bénigne               | 1.351                    | 16,49      | 82               | 01337      | 01190        |
| Saint-Étienne-sur-Reyssouze | 576                      | 13,82      | 42               | 01352      | 01190        |
| Saint-Jean-sur-Reyssouze    | 764                      | 27,48      | 28               | 01364      | 01560        |
| Saint-Julien-sur-Reyssouze  | 687                      | 7,52       | 91               | 01367      | 01560        |
| Saint-Nizier-le-Bouchoux    | 589                      | 28,30      | 21               | 01380      | 01560        |
| Saint-Trivier-de-Courtes    | 1.122                    | 16,53      | 68               | 01388      | 01560        |
| Sermoyer                    | 659                      | 16,70      | 39               | 01402      | 01190        |
| Servignat                   | 180                      | 7,99       | 23               | 01406      | 01560        |
| Vernoux                     | 296                      | 10,20      | 29               | 01433      | 01560        |
| Vescours                    | 215                      | 12,48      | 17               | 01437      | 01560        |
| Vésines                     | 97                       | 3,88       | 25               | 01439      | 01570        |
| Kanton Replonges            | 31.348                   | 432,65     | 72               | 0117       | –            |

## Änderungen im Gemeindebestand seit der landesweiten Neugliederung der Kantone
2018: Fusion Bâgé-la-Ville und Dommartin → Bâgé-Dommartin

## Politik
| Vertreter im Départementsrat | Vertreter im Départementsrat | Vertreter im Départementsrat |
| Amtszeit                     | Namen                        | Partei                       |
| ---------------------------- | ---------------------------- | ---------------------------- |
| 2015–                        | Guy Billoudet Valérie Guyona | UMP                          |